# Narciso de Salabert y Pinedo
Narciso de Salabert y Pinedo (París, 13 de julio de 1830-París, 5 de noviembre de 1885) fue un político decimonónico español. También fue conocido por su título nobiliario de marqués de la Torrecilla.

## Biografía
Nacido en París en 1830, hijo de Manuel Salabert y Casilda Pinedo. Fue diputado durante el reinado de Isabel II por el distrito de Pozoblanco (1858), y por el de Madrid (1863, 1864 y 1865) Fue senador por la provincia de Ávila entre 1867 y 1868 y en 1872. Durante la Restauración ejercería de nuevo de senador, en este período por la provincia de Ávila en 1876 y posteriormente, por derecho propio, entre 1877 y 1885.
Se casó con María Josefa de Arteaga y Silva, hija del conde de Corres y hermana del duque del Infantado, con quien tuvo cuatro hijos: Andrés, Casilda, Fernanda y María Dolores. Residieron inicialmente en la calle de los Peligros (Madrid), hasta que se trasladaron a la casa que encargaron construir a Francisco de Cubas en la plaza de la Independencia de la misma ciudad.
Falleció en París el 5 de noviembre de 1885 a consecuencia de haber tragado un hueso de chocha perdiz que se le quedó clavado en el recto, provocándole una gangrena. Su cuerpo fue embalsamado y trasladado a Madrid para ser enterrado en el cementerio de San Isidro, en un mausoleo de estilo neogótico que también construyó Francisco de Cubas en 1886, siendo el que mayor extensión ocupa el ese cementerio.